# 埼玉県の観光地

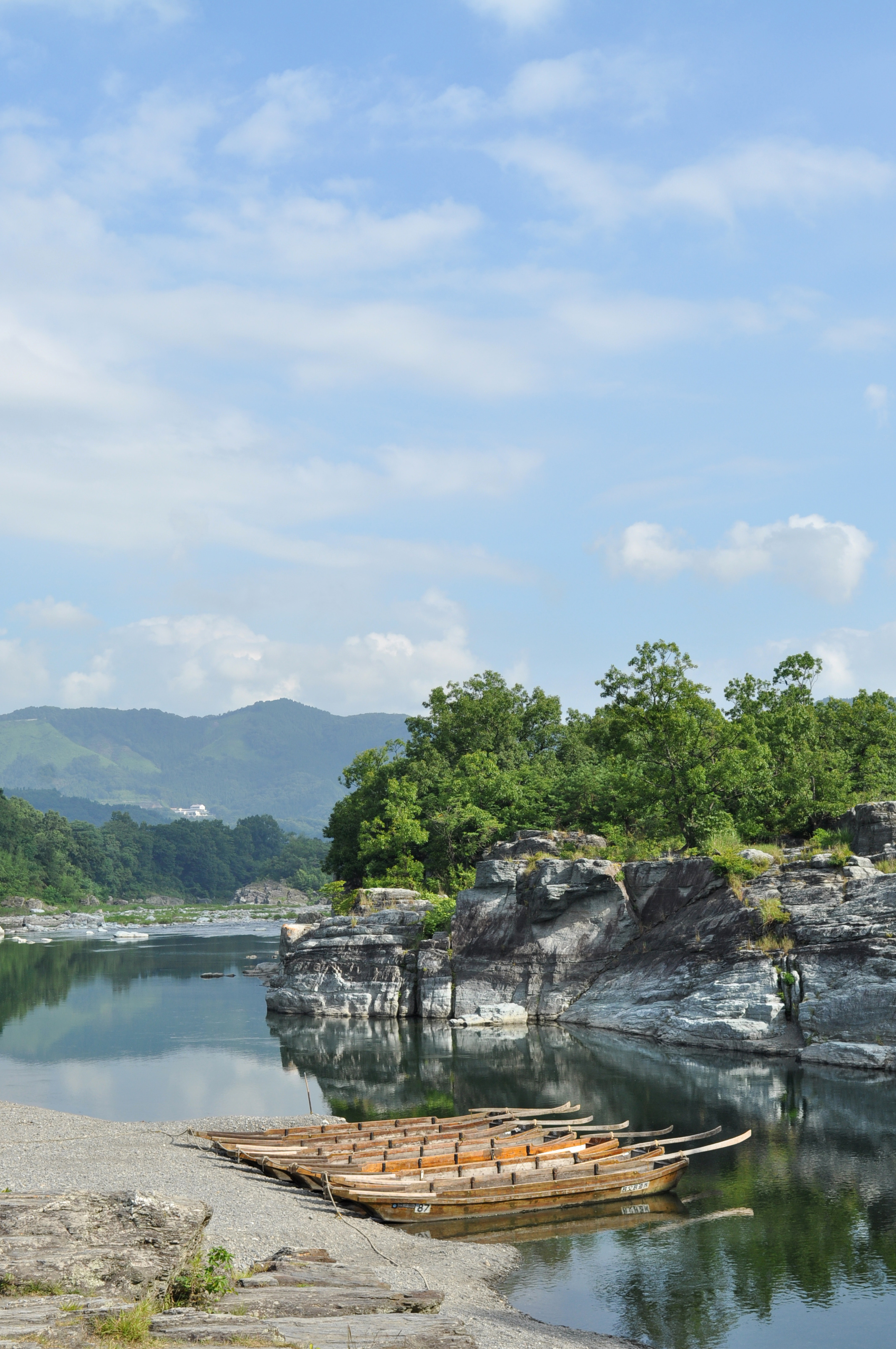
長瀞渓谷

埼玉県の観光地（さいたまけんのかんこうち）は、埼玉県内の主要な観光地に関する項目である。

## 対象別

### 文化財等

#### 国宝建築
- 歓喜院聖天堂（本殿）（熊谷市）

- 歓喜院聖天堂

#### 国の名勝
- 長瀞渓谷（長瀞町・皆野町）
- おくのほそ道の風景地・草加松原（草加市）
- 三波石峡（神川町・群馬県藤岡市）

- 長瀞渓谷
- 草加松原
- 三波石峡

#### 重要伝統的建造物群保存地区
- 川越（川越市）

- 川越

#### 特別天然記念物
- 田島ヶ原サクラソウ自生地
- 牛島のフジ
- 御岳の鏡岩

- 田島ヶ原サクラソウ自生地
- 牛島のフジ
- 御岳の鏡岩

#### 重要文化財・史跡・登録有形文化財等
- 見沼通船堀
（国の史跡）
- 稲荷山古墳
（国の史跡）
- 喜多院鐘楼門
（重要文化財）

#### 登録記念物
- 旧山崎氏別邸庭園

#### 文化施設
埼玉県博物館連絡協議会加盟施設
- 埼玉県立近代美術館（さいたま市浦和区）
- 埼玉県立文書館（さいたま市浦和区）
- うらわ美術館（さいたま市浦和区）
- さいたま市立浦和博物館（さいたま市緑区）
- さいたま市立博物館（さいたま市大宮区）
- さいたま市立岩槻郷土資料館（さいたま市岩槻区）
- さいたま市大宮盆栽美術館（さいたま市北区）
- さいたま市立漫画会館（さいたま市北区）
- さいたま市浦和くらしの博物館民家園（さいたま市緑区）
- 旧坂東家住宅見沼くらしっく館（さいたま市見沼区）
- 埼玉県立歴史と民俗の博物館（さいたま市大宮区）
- 鉄道博物館（さいたま市大宮区・北区）
- 東玉・人形の博物館（さいたま市岩槻区）
- お人形歴史館　東久（さいたま市岩槻区）
- 木の博物館　木力館（さいたま市岩槻区）
- 鈴木酒造株式会社　酒蔵資料館（さいたま市岩槻区）
- さいたま文学館（桶川市）
- 桶川市歴史民俗資料館（桶川市）
- 川口市立アートギャラリー・アトリア（川口市）
- 川口市立科学館・サイエンスワールド（川口市）
- 川口市立文化財センター分館郷土資料館（川口市）
- （公財）埼玉県学校給食会　学校給食歴史館（北本市）
- 戸田市立郷土博物館（戸田市）
- 彩湖自然学習センター（戸田市）
- 河鍋暁斎記念美術館（蕨市）
- 蕨市立歴史民俗資料館（蕨市）
- 朝霞市博物館（朝霞市）
- 入間市博物館ALIT（入間市）
- 川越市立博物館（川越市,川越城二の丸跡）
- 川越市立美術館（川越市）
- 川越歴史博物館（川越市）
- （財）山崎美術館（川越市）
- 坂戸市立歴史民俗資料館（坂戸市）
- 女子栄養大学香川昇三・綾 記念展示室（坂戸市）
- 狭山市立博物館（狭山市）
- 所沢航空発祥記念館（所沢市）
- ところざわサクラタウン（所沢市）
- 角川武蔵野ミュージアム（所沢市）
- 埼玉伝統工芸会館（小川町）
- 滑川町エコミュージアムセンター（滑川町）
- 新座市立歴史民俗資料館（新座市）
- 跡見学園女子大学花蹊記念資料館（新座市）
- 飯能市立博物館（飯能市）
- 原爆の図丸木美術館（東松山市）
- 埼玉県平和資料館（東松山市）
- 富士見市立資料館水子貝塚資料館（富士見市）
- 富士見市立資料館難波田城資料館（富士見市）
- ふじみ野市立上福岡歴史民俗資料館（ふじみ野市）
- ふじみ野市立大井郷土資料館（ふじみ野市）
- 三芳町立歴史民俗資料館（三芳町）
- 毛呂山町歴史民俗資料館（毛呂山町）
- 吉見町埋蔵文化財センター（吉見町）
- 埼玉県立嵐山史跡の博物館（嵐山町、菅谷館跡）
- 春日部市立郷土資料館（春日部市）
- ミニ博物館地球＆宇宙（草加市）
- 獅子博物館（白岡市）
- 宮代町郷土資料館（宮代町）
- 日本工業大学工業技術博物館（宮代町）
- 八潮市立資料館（八潮市）
- 久喜市立郷土資料館（久喜市）
- サトエ記念21世紀美術館（加須市）
- 上里町立郷土資料館（上里町）
- 熊谷市立熊谷図書館 美術・郷土資料展示室（熊谷市）
- （財）長島記念館（熊谷市）
- 立正大学博物館（熊谷市）
- さいたま水族館（羽生市）
- 羽生市立郷土資料館（羽生市）
- 行田市郷土博物館（行田市）
- 埼玉県立さきたま史跡の博物館（行田市）
- 埼玉県立川の博物館（寄居町）
- 鉢形城歴史館（寄居町）
- やまとーあーとみゅーじあむ（秩父市）
- 三峰神社～三峰山博物館～（秩父市）
- 秩父市立荒川歴史民俗資料館（秩父市）
- 浦山歴史民俗資料館（秩父市）
- 秩父錦「酒づくりの森」酒蔵資料館（秩父市）
- 秩父美術館・仏教美術館（秩父市）
- 武甲山資料館（秩父市）
- 埼玉県立自然の博物館（長瀞町）
- 長瀞町郷土資料館（長瀞町）
- 横瀬町歴史民俗資料館（横瀬町）

その他
- 鴻沼資料館（さいたま市桜区）
- 桶川飛行学校平和祈念館（桶川市）
- 渋沢栄一記念館（深谷市）
- 遠山記念館（川島町）
- 川越まつり会館（川越市）
- 川越市蔵造り資料館（川越市）
- 川越市産業観光館（川越市）
- ちちぶ銘仙館（秩父市）
- さいたま緑の森博物館（入間市・所沢市）
- ふじみ野市立福岡河岸記念館（ふじみ野市）
- 三郷市立郷土資料館（三郷市）
- 三郷市彦成小学校講堂記念館（三郷市）
- 足袋とくらしの博物館（行田市）
- 蓑虫美術館（蓮田市）
- 塙保己一記念館（本庄市）
- 大東文化大学ビアトリクス・ポター資料館（東松山市）
- 醤遊王国（日高市）
- 秩父市立大滝歴史民俗資料館（秩父市）
- 秩父まつり会館（秩父市）
- 熊谷市立荻野吟子記念館（熊谷市）
- 片倉シルク記念館（熊谷市）
- 武蔵野音楽大学入間校地楽器博物館（入間市）
- 忍城（行田市,行田市郷土博物館）
- 東秩父村和紙の里（東秩父村）
- グリコピア・イースト（北本市）

- 埼玉県立近代美術館
- さいたま市立浦和博物館
- 川越市立博物館
- 埼玉県平和資料館

#### その他
- 和装文化の足元を支え続ける足袋蔵のまち行田（日本遺産）

### 公園等

#### 国立・国定・国営公園
- 国立公園
  - 秩父多摩甲斐国立公園
- 国営公園
  - 国営武蔵丘陵森林公園（滑川町、熊谷市）

- 秩父多摩甲斐国立公園両神山
- 国営武蔵丘陵森林公園中央口

#### ラムサール条約登録地域
- 渡良瀬遊水地

#### 県立自然公園
- 県立狭山自然公園
- 県立奥武蔵自然公園
- 県立黒山自然公園
- 県立長瀞玉淀自然公園
- 県立比企丘陵自然公園
- 県立上武自然公園
- 県立武甲自然公園
- 県立安行武南自然公園
- 県立両神自然公園
- 県立西秩父自然公園

- 県立狭山自然公園
(狭山湖)
- 県立長瀞玉淀自然公園
(玉淀)
- 県立両神自然公園
(丸神の滝)

#### 県営都市公園
- 北浦和公園（さいたま市浦和区）
- 埼玉スタジアム2002公園（さいたま市緑区）
- 秋ヶ瀬公園（さいたま市桜区）
- 大宮公園（さいたま市大宮区・見沼区）
- しらこばと水上公園（越谷市、さいたま市岩槻区）
- 上尾運動公園（上尾市）
- 熊谷スポーツ文化公園（熊谷市）
- 吉見総合運動公園（吉見町）
- 埼玉県県民の森（横瀬町）
- 和光樹林公園（和光市）
- 彩の森入間公園（入間市）
- 加須はなさき水上公園（加須市）
- まつぶし緑の丘公園（松伏町）
- 羽生水郷公園（羽生市）
- 権現堂公園（幸手市、久喜市）
- 久喜菖蒲公園（久喜市）
- 吉川公園（吉川市）
- みさと公園（三郷市）
- 川越水上公園（川越市）
- こども動物自然公園（東松山市）
- 北本自然観察公園（北本市）
- 荒川大麻生公園（熊谷市）
- さきたま古墳公園（行田市）
- 戸田公園（戸田市）
- 所沢航空記念公園（所沢市）
- 狭山稲荷山公園（狭山市）

- さきたま古墳公園
- 川越水上公園
- 大宮公園
- 所沢航空記念公園

#### 大型公園・動物園・植物園・遊園地
大型公園
- 調公園（さいたま市浦和区）
- さいたま市駒場運動公園（さいたま市浦和区）
- 別所沼公園（さいたま市南区）
- 千貫樋水郷公園（さいたま市桜区）
- 見沼通船堀公園（さいたま市緑区）
- さぎ山記念公園（さいたま市緑区）
- 大崎公園 （さいたま市緑区）
- 与野公園（さいたま市中央区）
- 大和田公園（さいたま市大宮区）
- 岩槻城趾公園（さいたま市岩槻区）
- さいたま市岩槻川通公園（さいたま市岩槻区）
- 青木町公園（川口市）
- 宮代町総合運動公園（「ぐるる宮代」）（宮代町）
- 沼井公園（久喜市）
- 弦代公園（久喜市）
- 久喜市総合運動公園（久喜市）
- 清久公園（久喜市）
- 香取公園 (久喜市)
- 吉羽公園（久喜市）
- 南栗橋近隣公園（久喜市）
- 古久喜公園（久喜市）
- エンゼル公園（久喜市）
- しらさぎ公園 (久喜市)
- あやめ公園 (久喜市)
- 青葉公園 (久喜市)
- 内牧公園（春日部市）
- 深谷城址公園（深谷市）
- 新座市総合運動公園（新座市）
- そうか公園（草加市）
- 彩湖・道満グリーンパーク（戸田市）
- 戸田市北部公園（戸田市）
- 千年谷公園（東松山市）
- 岩鼻運動公園（東松山市）
- 物見山公園（東松山市）
- 松風公園 (東松山市)
- 会の川親水公園（加須市）
- 旧川ふるさと公園（加須市）
- 城山公園（加須市）
- 玉敷公園（加須市）
- 川越公園（川越市）
- 川越市営初雁公園（川越市）
- 川越運動公園（川越市）
- 的場第1運動公園（川越市）
- 城峯公園（神川町）
- 黒浜公園（蓮田市）
- 北本水辺プラザ公園（北本市）
- 上平公園（上尾市）
- 山王公園（上尾市）
- 倉松公園（杉戸町）
- 杉戸西近隣公園（杉戸町）
- 朝霞中央公園（朝霞市）
- 三ヶ山緑地公園（彩の国資源循環工場）（寄居町）
- 本庄いまい台南公園（本庄市）
- 古代蓮の里（行田市）
- 忍公園（行田市）
- 水城公園（行田市）
- 熊谷運動公園（熊谷市）
- 越谷梅林公園（越谷市）
- 見田方遺跡公園（越谷市）
- しらこばと運動公園（越谷市）
- 高須賀池公園（幸手市）
- 幸手総合公園（幸手市）
- 上吉羽中央公園（幸手市）
- 千塚西公園（幸手市）
- 宇和田公園（幸手市）
- 上谷総合公園（鴻巣市）
- 川里中央公園（鴻巣市）
- 石田堤史跡公園（鴻巣市）
- 城山公園（桶川市）
- 巾着田曼珠沙華公園（日高市）
- 水子貝塚公園（富士見市）
- 山崎公園（「せせらぎ菖蒲園」）（富士見市）
- 鉢形城公園（寄居町）
- 羊山公園（秩父市）
- 秩父鉄道車両公園（秩父市）
- 秩父ミューズパーク（秩父市）
- 寄居公園（寄居町）
- 西城沼公園（蓮田市）
- 箕和田公園（毛呂山町）
- 秩父御嶽神社東郷公園（飯能市）
- 滝の城址公園（所沢市）
- 智光山公園（狭山市）
  - こども動物園

庭園
- 久伊豆神社神苑（さいたま市岩槻区）
- 二木屋日本庭園（さいたま市中央区）
- 星渓園（熊谷市、市指定文化財）
- 川口市母子福祉センター(旧鋳物問屋鍋平別邸〉庭園（川口市、川口市名勝）
- 川口市立文化財センター分館(旧田中家住宅)庭園（川口市）
- 成趣園（行田市）
- 藤花園（春日部市）
- 豊泉寺の庭園（入間市、市指定文化財）
- 竹親庭(三上家庭園)（ふじみ野市、市指定文化財）
- 遠山記念館付属庭園（川島町）
- 観音寺庭園（松伏町）
- 柳瀬荘（所沢市）
- 浦和北公園（さいたま市浦和区）
- 浦和伝統文化館恭慶館（さいたま市浦和区）
- 大宮公園 日本庭園（さいたま市大宮区）
- 大宮第二公園茶室 松籟庵庭園（さいたま市大宮区）
- 喜多院庭園（川越市）
- 川越城本丸御殿（川越市）
- 川越市立博物館中庭（川越市、水琴窟のある中庭）
- 花田苑（越谷市）
- ホテルガーデンパレス日本庭園（越谷市）
- サトエ記念21世紀美術館日本庭園（加須市）
- 割烹千代田日本庭園（さいたま市浦和区）
- 所沢航空記念公園茶室 彩翔亭日本庭園（所沢市）
- 能仁寺庭園（飯能市）
- 二葉楼日本庭園（小川町）
- 平林寺庭園・境内林（新座市）
- 睡足軒（新座市）
- 大崎公園園芸植物園見本庭園（さいたま市緑区）

動物園・植物園・遊園地
- 大宮公園小動物園（さいたま市大宮区）
- 埼玉県こども動物公園（東松山市）
- 東武動物公園（宮代町・白岡市）
- 川口市立グリーンセンター（川口市）
- 慶應義塾大学薬学部附属薬用植物園（さいたま市緑区）
- 国営武蔵丘陵森林公園都市緑化植物園（滑川町）
- 狭山市都市緑化植物園（狭山市）
- 城西大学薬学部薬用植物園（坂戸市）
- 越谷アリタキ植物園（越谷市）
- 西武園ゆうえんち（所沢市）
- むさしの村（加須市）
- イオンレイクタウン（越谷市）
- ららぽーと富士見（富士見市）

- しらこばと運動公園
- さぎ山記念公園
- 東武動物公園
- 西武園ゆうえんち

#### 恋人の聖地
- 道の駅かぞわたらせ

### 祭事

#### ユネスコ無形文化遺産
- 秩父祭の屋台行事と神楽（秩父市）
- 川越氷川祭の山車行事（川越市）

- 川越氷川祭（2010年10月16日撮影）

#### 重要無形民俗文化財
- 秩父夜祭（秩父市）（2016年ユネスコ無形文化遺産に登録）
- 猪俣百八燈（美里町）
- 川越祭り（川越市）（2016年ユネスコ無形文化遺産に登録）

#### その他
- さいたま市花火大会（さいたま市緑区・大宮区・岩槻区）
- さいたま国際マラソン（さいたま市）
- さいたまトリエンナーレ（さいたま市）
- さいたま市国際ふれあいフェア（さいたま市浦和区）
- 浦和うなぎまつり（さいたま市浦和区）
- 浦和まつり（さいたま市浦和区）
- 十二日まち（さいたま市浦和区）
- たたら祭り（川口市）
- 戸田橋花火大会（戸田市）
- こうのす花火大会（鴻巣市）
- 熊谷花火大会（熊谷市）
- さきたま火祭り（行田市）
- 秩父川瀬祭（秩父市）
- 寄居玉淀水天宮祭（寄居町）
- 南越谷阿波踊り（越谷市）
- 熊谷うちわ祭（熊谷市）
- 本庄まつり（本庄市）
- 久喜の提灯祭り・天王様（久喜市）
- 龍勢祭り（秩父市）
- 鉄砲祭（小鹿野町）
- 長瀞船玉祭（長瀞町）
- 日本スリーデーマーチ（東松山市）
- 狭山入間川七夕まつり（狭山市）
- 世界キャラクターさみっとin羽生（羽生市）

- 日本三大曳山祭の一つの秩父夜祭
- 関東三大祭りの一つの川越まつり

## 地域別

### 中央

#### さいたま地域
- さいたま市
  - 西区 - さいたま清河寺温泉、三橋総合公園、大宮花の丘農林公苑
  - 北区 - 美楽温泉 SPA-HERBS、さいたま市市民の森、大宮盆栽村、さいたま市大宮盆栽美術館、りすの家、さいたま市立漫画会館
  - 大宮区 - 鉄道博物館、大宮公園（埼玉県立歴史と民俗の博物館、nack5スタジアム大宮、埼玉県営大宮公園野球場、大宮競輪場、大宮公園小動物園など）、氷川神社、コクーンシティ、大宮ソニックシティ、埼玉県物産観光館そぴあ、造幣さいたま博物館、鉄道のまち大宮 鉄道ふれあいフェア、さいたま市花火大会大宮会場
  - 見沼区 - 旧坂東家住宅見沼くらしっく館
  - 中央区 - さいたま新都心（さいたまスーパーアリーナ、彩の国さいたま芸術劇場、けやきひろばなど）、与野公園
  - 桜区 - 秋ヶ瀬公園、田島ヶ原サクラソウ自生地
  - 浦和区 - 調神社、うらわ美術館、北浦和公園、埼玉県立近代美術館、浦和駒場スタジアム、さいたま市青少年宇宙科学館、浦和うなぎまつり、十二日まち、浦和まつり、さいたま市国際ふれあいフェア
  - 南区 - 別所沼公園、浦和競馬場
  - 緑区 - 埼玉スタジアム2002公園、大崎公園、さいたま市園芸植物園、さいたま市花火大会浦和会場
  - 岩槻区 - 岩槻城址公園、慈恩寺、時の鐘、久伊豆神社、岩槻人形博物館、木力館、さいたま市花火大会岩槻会場

- 氷川神社
- 調神社
- 与野公園
- 岩槻城址公園

#### 南部地域
- 川口市 - 善光寺、川口市立グリーンセンター、川口総合文化センター、密蔵院、川口市立科学館、長徳寺、川口オートレース場、金剛寺、地蔵院、川口神社、道の駅川口・あんぎょう、たたら祭り
- 戸田市 - 戸田公園、彩湖・道満グリーンパーク、天然戸田温泉 彩香の湯、戸田競艇場(ボートレース戸田)、戸田市スポーツセンター、妙顕寺、戸田漕艇場、戸田橋花火大会
- 蕨市 - 河鍋暁斎記念美術館

- 川口市立グリーンセンター
- 川口神社
- 妙顕寺

#### 県央地域
- 鴻巣市 - 鴻巣フラワーセンター、せせらぎ公園、ポピー・ハッピースクエア、原馬室一里塚、鴻巣びっくりひな祭り、こうのす花火大会
- 上尾市 - 上尾丸山公園、上尾運動公園、埼玉県立スポーツ総合センター、さいたま水上公園
- 桶川市 - 熊野神社古墳、城山公園、さいたま文学館、桶川祇園祭
- 北本市 - グリコピア・イースト、北本市農業ふれあいセンター物産展示場「桜国屋」、須賀神社、北本自然観察公園、真福寺、東光寺、石戸蒲ザクラ、学校給食歴史館
- 伊奈町 - 伊奈町町制施行記念公園

- 鴻巣びっくりひな祭り
- 石戸蒲ザクラ

### 西部

#### 南西部地域
- 朝霞市 - 広沢の池、朝霞の森、朝霞市博物館、陸上自衛隊広報センター
- 新座市 - 平林寺、妙音沢
- 志木市 - 村山快哉堂、いろは親水公園、チョウショウインハタザクラ
- 和光市 - 和光樹林公園、税務大学校租税資料室
- 富士見市 - ららぽーと富士見、難波田城、水子貝塚
- ふじみ野市 - ふじみ野市立福岡河岸記念館（旧福田屋）
- 三芳町 - 多福寺

- 平林寺
- チョウショウインハタザクラ
- 陸上自衛隊広報センター

#### 西部地域
- 所沢市 - 西武園ゆうえんち、所沢航空記念公園・所沢航空発祥記念館、ベルーナドーム、狭山湖、Grand Emio所沢、所沢市民文化センター ミューズ、多聞院、トトロの森、久米水天宮、西武園競輪場、狭山丘陵、狭山スキー場、滝の城址公園、ところざわサクラタウン・角川武蔵野ミュージアム、ところざわのゆり園、旧和田家住宅、狭山不動尊、山口観音、荒幡富士、ところざわまつり
- 入間市 - 三井アウトレットパーク 入間、愛宕神社、ジョンソン・タウン、狭山茶の茶畑、彩の森入間公園、狭山丘陵、狭山湖、黒須銀行、中村屋中華まんミュージアム、入間市博物館、金子神社祭礼
- 狭山市 - 智光山公園、狭山茶の茶畑、狭山稲荷山公園、狭山入間川七夕まつり、梅宮神社の甘酒祭り、入間基地航空祭
- 飯能市 - トーベ・ヤンソンあけぼの子どもの森公園、宮沢湖温泉、さわらびの湯、メッツァ、名栗湖、天覧山、名栗温泉、棒ノ折山、入間川、バーベキュースポット さつき、ケニーズ・ファミリー・ビレッジ、飯能河原、高山不動、竹寺、せせらぎキャンプ場、飯能まつり
- 日高市 - 富士山、高麗神社、埼玉種畜牧場、巾着田、日和田山、高麗村石器時代住居跡、高麗郷古民家

- 所沢航空発祥記念館
- トーベ・ヤンソンあけぼの子どもの森公園
- 巾着田の曼珠沙華

#### 川越地域
- 川越市 - 菓子屋横丁、川越氷川神社、時の鐘、山崎美術館、日枝神社、喜多院、大正浪漫夢通り、大沢家住宅、川越歴史博物館、小江戸蔵里、川越城、川越熊野神社、服部民俗資料館、川越水上公園、仙波東照宮、伊佐沼、川越まつり会館、三芳野神社、川越市立博物館、河越館、川越一番街、川越まつり、川越百万灯夏まつり
- 坂戸市 - 慈眼寺、五千頭の龍が昇る聖天宮、坂戸よさこい、坂戸・夏よさこい
- 鶴ヶ島市 - 脚折のケヤキ
- 越生町 - 上谷の大クス、円通寺、黒山三滝、越生梅林、正法寺、五大尊つつじ
- 毛呂山町 - 鎌北湖

- 時の鐘 (川越市)
- 越生梅林

#### 比企地域
- 東松山市 - 埼玉県こども動物自然公園、箭弓稲荷神社、原爆の図丸木美術館、東松山ぼたん園、正法寺、岩殿丘陵、大東文化大学ビアトリクス・ポター資料館、ピオニウォーク東松山、日本スリーデーマーチ
- 滑川町 - 国営武蔵丘陵森林公園、なめがわ温泉 花和楽の湯、滑川町エコミュージアムセンター
- 小川町 - おがわ温泉花和楽の湯、笠山、仙元山見晴らしの丘公園、旧下里分校、酒蔵見学(青雲酒造、武蔵鶴酒造、松岡醸造)、道の駅おがわまち(埼玉伝統工芸会館)、小川町七夕まつり
- 川島町 - ホンダエアポート、平成の森公園、遠山記念館
- 吉見町 - 吉見百穴、八丁湖、大沼、安楽寺、ポンポン山、道の駅いちごの里 よしみ
- 嵐山町 - 嵐山渓谷、千年の苑ラベンダー園、菅谷館跡、埼玉県立嵐山史跡の博物館、杉山城跡、鬼鎮神社、蝶の里公園、埼玉QUEST、金泉寺
- 鳩山町 - 岩殿丘陵
- ときがわ町 - 玉川温泉、慈光寺

- 箭弓稲荷神社
- 吉見百穴

### 秩父・北部

#### 秩父地域
- 秩父市 - 三峯神社、秩父神社、秩父御岳山、秩父ミューズパーク（旅立ちの丘など）、聖神社、秩父まつり会館、浦山ダム・秩父さくら湖、中津峡、雲取山、甲武信ヶ岳、荒川、橋立鍾乳洞、雁坂峠、和銅遺跡、吉田元気村、羊山公園、三峰山、武甲酒造、美の山公園、秩父公園橋、不動滝、秩父温泉、中津川村キャンプ場、清雲寺、宝登山神社、秩父三十四箇所、古秩父湾堆積層及び海棲哺乳類化石群、秩父三大氷柱、両神山、道の駅ちちぶ、道の駅大滝温泉、道の駅龍勢会館、秩父夜祭、秩父川瀬祭、龍勢祭り、秩父神社御田植祭
- 小鹿野町 - 丸神の滝、二子山、両神山、両神国民休養地、尾ノ内渓谷(尾ノ内百景氷柱)
- 長瀞町 - 長瀞渓谷、宝登山（宝登山神社、宝登山ロープウェイ、宝登山ロウバイ園、宝登山小動物公園など）、埼玉県立自然の博物館、長瀞オートキャンプ場、長瀞の桜、岩根神社
- 横瀬町 - 武甲温泉、武甲山、あしがくぼの氷柱、道の駅果樹公園 あしがくぼ、宇根八阪神社例大祭
- 皆野町 - 円墳大塚古墳、秩父華厳の滝、円福寺、美の山公園
- 東秩父村 - 彩の国ふれあい牧場、道の駅和紙の里ひがしちちぶ

- 宝登山
- 羊山公園の芝桜

#### 北部地域
- 熊谷市 - 熊谷スポーツ文化公園(熊谷ラグビー場)、SLパレオエクスプレス、熊谷天然温泉花湯スパリゾート、歓喜院、大沼公園、雷電神社、高城神社、四季の湯温泉、文殊寺、能護寺、熊谷桜堤、荻野吟子記念館、片倉シルク記念館、八木橋百貨店、道の駅めぬま、熊谷うちわ祭、熊谷花火大会
- 深谷市 - アクアパラダイス パティオ、誠之堂、日本煉瓦製造旧煉瓦製造施設、一乗寺、渋沢栄一記念館、宝泉寺、瑠璃光寺、深谷駅、花園フォレスト、道の駅はなぞの、道の駅おかべ、深谷まつり
- 寄居町 - 埼玉県立川の博物館、玉淀、鉢形城、寄居玉淀水天宮祭
- 本庄市 - 城山稲荷神社、こだま千本桜、安養院、天竜寺、長泉寺（骨波田の藤）、本庄まつり
- 神川町 - かんなの湯、城峯公園、神流湖、矢納フィッシングパーク、金鑚神社、三波石峡
- 美里町 - 猪俣百八燈
- 上里町 - 陽雲寺

- 埼玉県立川の博物館
- 熊谷桜堤
- 安養院
- 金鑚神社

### 東部

#### 東部地域
- 春日部市 - かすかべ湯元温泉、庄和総合公園、内牧公園、牛島のフジ、龍Q館、首都圏外郭放水路、道の駅庄和
- 草加市 - 日枝神社、浅間神社、草加神社、そうか公園、草加松原、東福寺、百代橋、宝積寺、高砂八幡神社、葛西用水桜並木
- 越谷市 - 越谷レイクタウン、県民健康福祉村、しらこばと水上公園、久伊豆神社、キャンベルタウン野鳥の森、越谷天然温泉美人の湯 湯あそび広場 ゆの華、花田苑、大聖寺、越谷総合公園、東埼玉資源環境組合第一工場、越谷梅林公園、北越谷元荒川堤の桜並木、南越谷阿波踊り
- 八潮市 - 中川やしおフラワーパーク
- 三郷市 - みさと公園、ららぽーと新三郷、IKEA新三郷
- 吉川市 - よしかわ天然温泉ゆあみ、吉川駅の鯰モニュメント、さくら通り
- 松伏町 - まつぶし緑の丘公園

- 内牧公園
- 百代橋
- 久伊豆神社 (越谷市)
- みさと公園

#### 利根地域
- 行田市 - 埼玉古墳群（稲荷山古墳など）、忍城、埼玉県立さきたま史跡の博物館、古代蓮の里、利根大堰、水城公園、足袋とくらしの博物館、さきたま火祭り
- 加須市 - むさしの村、渡良瀬遊水地、加須はなさき公園、加須未来館、玉敷神社、栃木・群馬・埼玉の三県境、道の駅童謡のふる里おおとね、ジャンボこいのぼり
- 羽生市 - さいたま水族館、羽生水郷公園、三田ヶ谷農林公園、道の駅はにゅう、世界キャラクターさみっとin羽生
- 久喜市 - 百観音温泉、鷲宮神社、菖蒲グリーンセンター、久喜菖蒲公園、久喜総合文化会館、ラベンダー堤、御嶽神社 (久喜市南)、久喜の提灯祭り・天王様
- 蓮田市 - 西城沼公園、蓑虫美術館
- 幸手市 - 権現堂堤
- 白岡市 - 白岡の古代ハス群生地、下野田の一里塚、柴山沼、獅子博物館
- 宮代町 - 東武動物公園、五社神社、工業技術博物館
- 杉戸町 - 杉戸天然温泉 雅楽の湯、永福寺、道の駅アグリパークゆめすぎと

- 権現堂堤
- 忍城
- 鷲宮神社
- 玉敷神社